# Луковець (Свентокшиське воєводство)
Луковець (пол. Łukowiec) — село в Польщі, у гміні Копшивниця Сандомирського повіту Свентокшиського воєводства.
Населення — 306 осіб (2011).
У 1975-1998 роках село належало до Тарнобжезького воєводства.

## Демографія
Демографічна структура на день 31 березня 2011 року:
|          | Загалом | Допрацездатний вік | Працездатний вік | Постпрацездатний вік |
| -------- | ------- | ------------------ | ---------------- | -------------------- |
| Чоловіки | 155     | 33                 | 102              | 20                   |
| Жінки    | 151     | 29                 | 84               | 38                   |
| Разом    | 306     | 62                 | 186              | 58                   |